# Богдашів
Богда́шів — село  в Україні, у Здолбунівській міській громаді Рівненського району Рівненської області.

## Географія
Селом протікає річка Швидівка.

## Загальні відомості
Село Богдашів відділяє від міста Здолбунова лише шосе, збудоване у 1980—1981 роках. При побудові шосе частина села була приєднана до міста. У селі немає власної школи — учні навчаються у Здолбунівській середній школі № 6 або № 4.
Село має 417 дворів, 1078 мешканців, сільраду, клуб, бібліотеку, крамницю, бригаду КСП «Хлібороб». На північно-східному краю села стоїть діюча церква Воздвиження Чесного Хреста. Її оновили в 1866 році. У ній зберігалися цінні стародруки, рукописи, копії метричних книг, хроніки подій, опис церковної землі площею понад 30 десятин, реліквії церковних ритуалів.

### Символіка
Герб і прапор села були затверджені 15 вересня 2015 р. рішенням № 1181 сесії сільської ради VI скликання. Автори — Ю. П. Терлецький, Д. В. Кушнірук, І. С. Хабатюк.
На синьому щиті виходить Архістратиг Михаїл в золотих і червоних обладунках, у синьому плащі, з золотим мечем. У червоній главі срібний розширений хрест. Щит обрамований золотим декоративним картушем i увінчаний золотою сільською короною.

## Історія

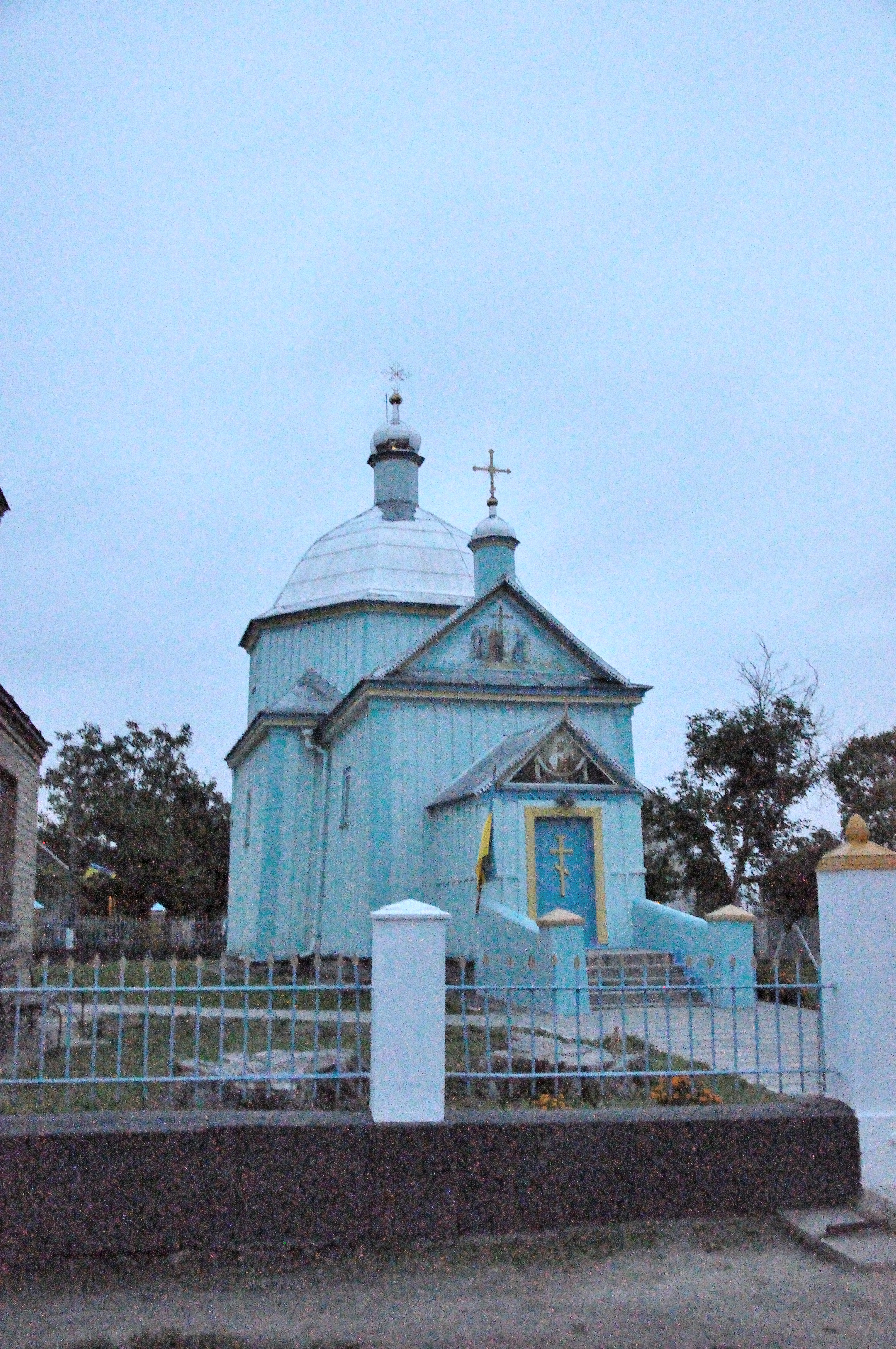
Здвиженська церква (дер.), с. Богдашів,.jpg

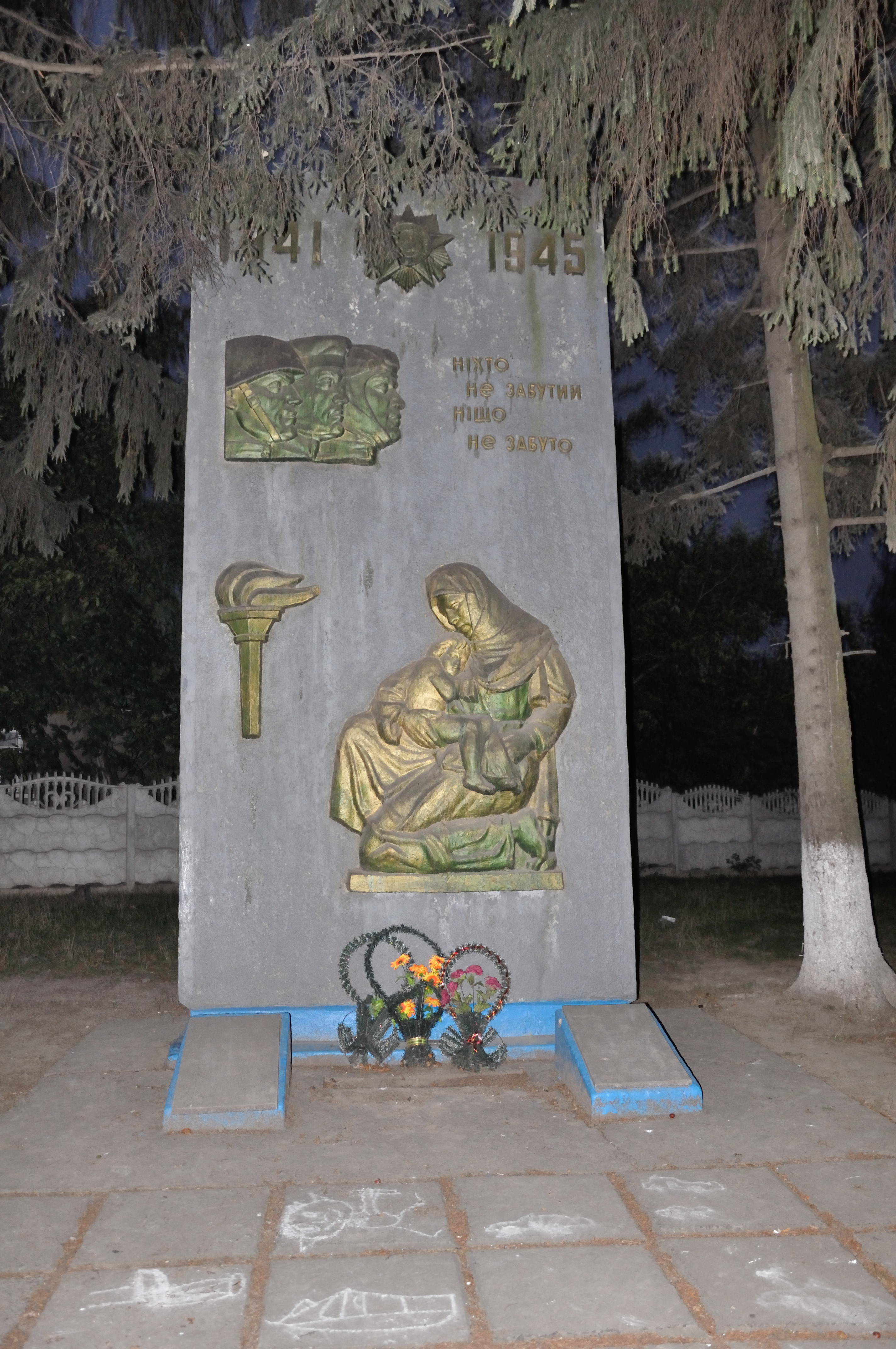
Пам'ятник воїнам-землякам, с. Богдашів.jpg

Околиця Богдашова приховує сліди оолостей глибокої давнини. Тут на віддалі 500 метрів від правого берега річки виявлено рештки старовинної зброї, черепки посуду староруської доби, монети раннього середньовіччя, сліди давніх могильників.
Перші вісті про Богдашів відбиті актом 1491 року, коли «имение Богдашево» належало Петрові Олехновичу й було продане княгині Марії Збаразькій (Рівненській), яка тут розширила посівні площі, зменшила податки, збільшила сінокосні займи, а також оновила ставкові греблі Восени, 30 вересня 1497 року, у замкові біля Топорищ на Житомирщині була вручена від литовського князя Олександра грамота гетьманові Костянтинові Острозькому, за якою він отримав у дар «двор й село Богдашов», де посесором був Загоров.
Навесні 1518 р. возний сповістив про руйнівну повінь, котра спричинила багато шкоди «богдашовским крестьянам». Були затоплені посіви, господарські забудови, ушкоджені греблі, мости. У наступному році околиця села зазнала спустошень від ураганів.
За описом майна Луцького замку 1545 року, «село Богдашев» платило від 20 димів, 2 млинових коліс, вносило данину за рибоставкові, звірині лови, виконувало сезонні шарваркові повинності, вносило для костелу Рівного 40 «гарців» меду.
Акти 1651—1654 років згадують «Богдашевский бор», де каральний загін польської шляхти під час сутички з козаками зазнав великих втрат і змушений був відійти.
У 1710 році протоієрей Федір Сахнович оскаржує дворян Дорухівських, котрі в «селе Богдашеве», захопивши його землі, почали грабувати, обкладати контрибуціями священика Стефана Крута (Крента), котрий був змушений покинути село, а коли прибув сюди здійснити «требу», його обікрали, поранили.
З 1-ї половини XVII століття «Богдашев» відходить до калуського старости Яна Замойського, а з 1759 року стає власністю князя Любомирського, де управителем був Зорій. Поземельні плани 1880—1887 р.р. зарисовують «Богдашев» як мале прирічкове село, примикаюче з півдня до смуги лісів.
За даними 1893 р., «село Богдашев волости Дятковичской» мало 55 дворів, 439 мешканців, водяний млин, ставки, кушнірну майстерню, корчму, смолокурню, глиняний кар'єр. Назва Богдашів кінцевим «ів» указує на приналежність («чий?») і походить від прізвиська (прізвища) Богдаш, котре від імені Богдан («Богом даний») із нарощеним суфіксальним «аш» для ознаки зменшення, фамільярності У записах особова назва Богдаш виринає уже з XIV—XV століття («Мартин Богдаш, кметь г. Острога», 1378 рік). Існують похідні як Богдащук, Богдашко, Богдош, Богдашенко, Богдашівський.
У 1906 році село Дятковицької волості Рівненського повіту Волинської губернії. Відстань від повітового міста 16 верст, від волості 17. Дворів 55, мешканців 388.
Відповідно до Розпорядження Кабінету Міністрів України від 12 червня 2020 року № 722-р «Про визначення адміністративних центрів та затвердження територій територіальних громад Рівненської області» увійшло до складу Здолбунівської міської громади.

## Населення
Згідно з переписом УРСР 1989 року чисельність наявного населення села становила 1041 особа, з яких 509 чоловіків та 532 жінки.
За переписом населення України 2001 року в селі мешкали 1144 особи.

### Мова
Розподіл населення за рідною мовою за даними перепису 2001 року:
| Мова       | Відсоток |
| ---------- | -------- |
| українська | 99,31 %  |
| російська  | 0,34 %   |
| білоруська | 0,26 %   |

## Відомі люди
- Віднічук Роман Степанович — старший лейтенант Збройних сил України, учасник російсько-української війни 2014—2018.